# حمض السكسينيك
حمض السكسنيك (أو حمض الكهرمان أو حمض البوتانديويك وفق التسمية النظامية للمركبات العضوية) هو حمض ثنائي الكربوكسيل صيغته الكيميائية C4H6O4، والتي يمكن كتابتها على الشكل C2H4(COOH)2. يوجد المركب في الشروط القياسية على شكل بلورات عديمة اللون؛ ويطلق على أملاح واسترات هذا الحمض اسم سكسينات.
تشتق التسمية الدارجة من اللاتينية succinum بمعنى كهرمان.

## الوفرة الطبيعية والتحضير
يوجد حمض السكسينيك طبيعياً في الكهرمان، ويمكن استخلاصه منه بالتقطير، وكان يعرف تاريخياً تحت اسم روح الكهرمان.
يمكن تحضير حمض السكسينيك بأساليب طبيعية بإجراء عملية تخمير من الكتلة الحيوية، أو بأساليب صناعية عن طريق هدرجة حمض المالييك أو أنهيدريد المالييك أو حمض الفوماريك باستخدام حفازات مختلفة مثل (النيكل Ni أو النحاس Cu أو البالاديوم على كربونات الكالسيوم Pd-CaCO3).
{\displaystyle \mathrm {C_{4}H_{4}O_{4}+H_{2}\to C_{4}H_{6}O_{4}} }
كما يمكن أن تتم عملية التحضير أيضاً من أكسدة 4،1 - بوتانديول أو إضافة كربونيل إلى إيثيلين غليكول.

## الخواص
يوجد المركب في الشروط القياسية على هيئة بلورات عديمة اللون، ذات انحلالية جيدة جداً في الماء.
يعطي تفاعل البلمهة (نزع الماء) مركب أنهيدريد السكسينيك (بلا ماء حمض السكسينيك).

## الأهمية الحيوية
في الأوساط الحيوية يوجد حمض السكسينيك على شكل أنيون السكسينات، والذي يكون على شكل مركب وسطي استقلابي في عدد من العمليات الحيوية مثل تحلل السكر. يحول أنيون السكسينات إلى الفومارات بواسطة إنزيم نازع هيدروجين السكسينات Succinate dehydrogenase، في عملية تنتج جزيئات ATP، حيث يكون بذلك جزيء مؤشر يعكس حالة الاستقلاب الخلوي. يتشكل أنيون السكسينات في المتقدرة الخلوية (ميتوكندريون) بواسطة دورة حمض الستريك.:Section 17.4

## اقرأ أيضا
- نازع هيدروجين السكسينات
- سكسينات